# Europa niemieckojęzyczna

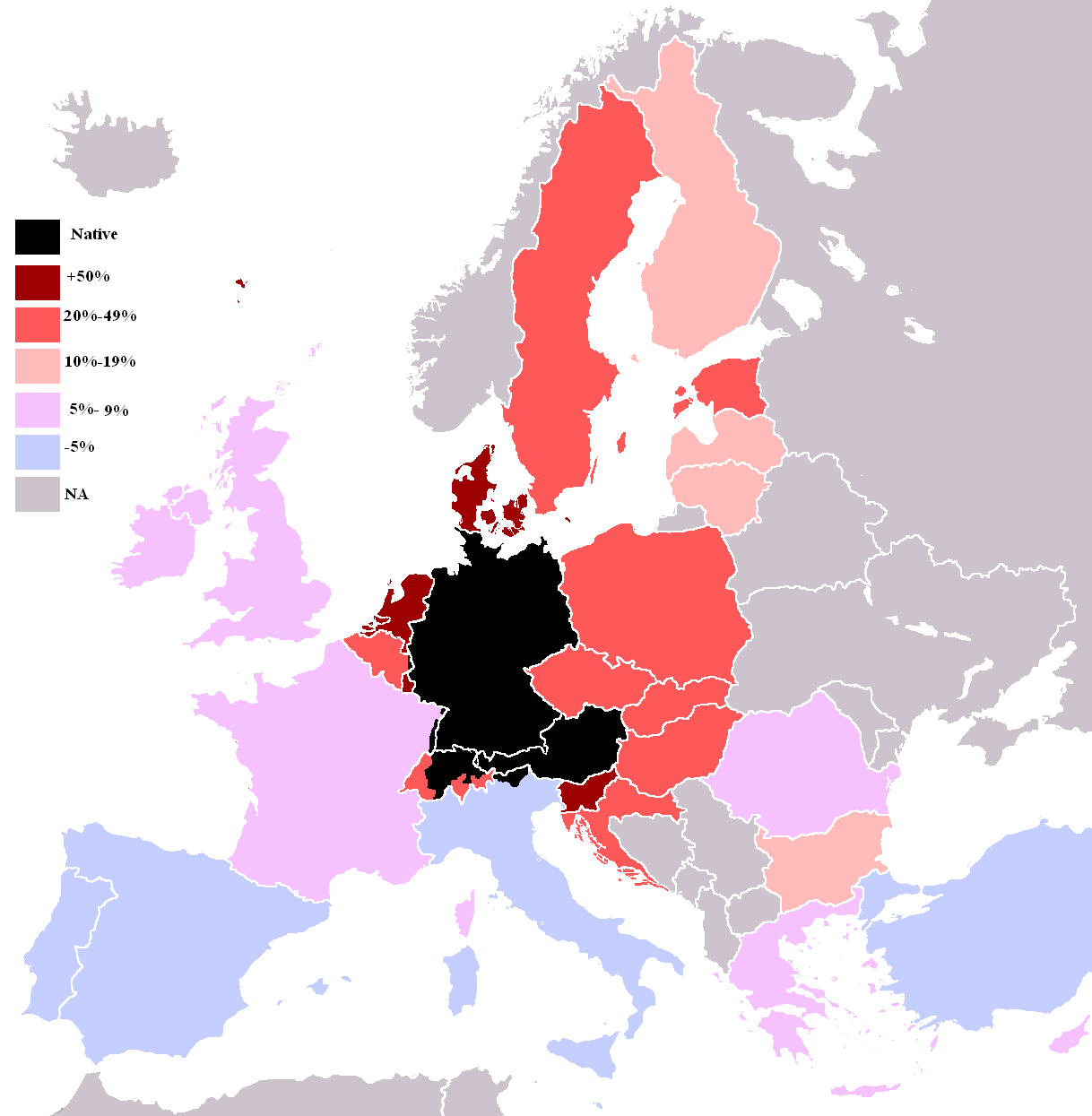
Znajomość języka niemieckiego wśród obywateli Unii Europejskiej (plus Turcja, Szwajcaria i Liechtenstein).

Język niemiecki jako język urzędowy i język mniejszości jest używany w krajach Europy Zachodniej i Środkowej (Deutscher Sprachraum). By określić zasięg języka niemieckiego, używa się określeń kraje niemieckojęzyczne, terytoria niemieckojęzyczne lub, zamiennie, Europa niemieckojęzyczna (nieliczne terytoria zamorskie, w których mówi się po niemiecku, są zazwyczaj pomijane). Razem z Europą anglojęzyczną, krajami nordyckimi oraz regionami niderlandzkojęzycznymi, Europa niemieckojęzyczna tworzy Europę germańską.
Niemiecki jest pierwszym językiem ok. 90-95 milionów ludzi w Europie (co stanowi 13,3% wszystkich Europejczyków), będąc drugim najczęściej używanym językiem ojczystym w Europie po rosyjskim, a przed francuskim (66,5 miliona mówiących) i angielskim (64,2 miliona mówiących).
Kraje niemieckojęzyczne to: Niemcy (95%, 78,3 mln), Austria (89%, 7,4 mln), Szwajcaria (64%, 4,6 mln) i Liechtenstein (0,03 mln). Za państwo niemieckojęzyczne uważa się państwo, w którym niemiecki jest nie tylko językiem urzędowym (Amtssprache), ale także narodowym (Nationalsprache) oraz – dla większości rdzennych mieszkańców – ojczystym (Muttersprache). W Szwajcarii istnieją cztery języki narodowe, posiadające jednocześnie status języków urzędowych: niemiecki, francuski, włoski i retoromański. W Niemczech i Austrii za języki narodowe uznane są oprócz niemieckiego także języki mniejszości narodowych. Ponieważ w Liechtensteinie nie ma mniejszości narodowych, niemiecki – w rozumieniu Konwencji ramowej o mniejszościach narodowych (ang. Framework Convention for the Protection of National Minorities) Rady Europy – jest jego jedynym językiem urzędowym i narodowym. Luksemburg, przez niektórych mylony czasem z Liechtensteinem, nie jest państwem niemieckojęzycznym, choć niemiecki (obok francuskiego i luksemburskiego) jest jednym z jego języków urzędowych.

## DACHL
Skrótowiec głoskowy DACHL, używany przede wszystkim w germanistyce, kulturoznawstwie i w nauczaniu języka niemieckiego jako obcego (DaF-Unterricht) na całym świecie, oznacza wszystkie cztery państwa niemieckojęzyczne. Są to:
- Niemcy –        D (Deutschland)
- Austria –       A (Österreich)
- Szwajcaria –    CH (Schweiz)
- Liechtenstein – L (Liechtenstein)

Dawniej stosowany skrótowiec DACH jest dziś uważany za błędny i nie może być stosowany jako wyznacznik wszystkich państw niemieckojęzycznych, gdyż, wykluczając najmniejsze z nich, nie odpowiada on prawdzie geograficzno-kulturowej i językowej. Kraje niemieckojęzyczne nazywane są synonimicznie „krajami DACHL” (niem. die DACHL-Länder). Stanowią trzon znacznie szerzej rozumianego niemieckiego obszaru językowego (niem. der deutschsprachige Raum lub der deutsche Sprachraum), obejmującego także inne państwa i regiony, jak choćby Luksemburg, Tyrol Południowy czy Wspólnota niemieckojęzyczna Belgii. Współczesne nauczanie języka niemieckiego jako obcego (DaF-Unterricht) oparte jest – zgodnie z wytycznymi Międzynarodowego Stowarzyszenia Nauczycieli Języka Niemieckiego (Der Internationale Deutschlehrerverband) – na koncepcji DACHL, zakładającej globalne spojrzenie na język niemiecki, a nie jedynie z perspektywy Niemiec, względnie trzech największych krajów niemieckojęzycznych (Niemcy, Austria i Szwajcaria). Słuszność uwzględniania wszystkich czterech krajów DACHL w nauczaniu języka niemieckiego w Polsce potwierdzili wybitni germaniści, którzy uczestniczyli w XIV Ogólnopolskim Zjeździe Polskiego Stowarzyszenia Nauczycieli Języka Niemieckiego (PSNJN) w dniach 22–25 sierpnia 2010 roku w Gliwicach. Tematem kongresu była „Koncepcja DACHL w nauczaniu krajoznawstwa na lekcji języka niemieckiego” („DACHL-Konzept im DaF-Länderkundeunterricht“).

## Status urzędowy

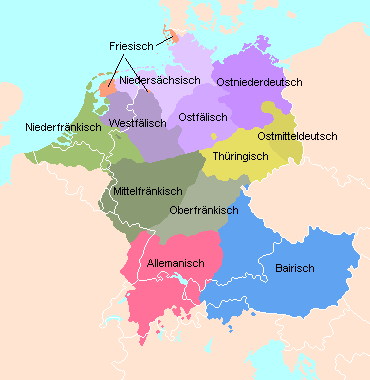
Dialekty języka niemieckiego

- Niemiecki jako jedyny język urzędowy używany jest w:
  -  Austrii
  -  Niemczech
  -  Liechtensteinie
- Niemiecki jest dominującym językiem, dzielącym status oficjalny z innymi językami w:
  -  Luksemburgu (obok francuskiego i luksemburskiego)
  -  Szwajcarii ( Alemania; obok francuskiego, włoskiego i romańskiego)
- Niemiecki jest językiem mniejszości z oficjalnym statusem w:
  -  Belgii ( Eupen-Malmedy; obok francuskiego i niderlandzkiego)
  -  Namibii ( Windhuk)
- Niemiecki ma status urzędowy tylko w części kraju/regionu:
  -  Danii ( Szlezwik Północny)
  -  Włoszech ( Tyrol Południowy)
  -  Słowacji ( Krahule/Blaufuss)
  -  Polsce ( Górny Śląsk i Śląsk Opolski)
- Język niemiecki występujący jako język mniejszości:
  -  Czechy ( Sudetenland)
  -  Węgry ( Ödenburg)
  -  Rumunia ( Siedmiogród)

## Niemieckojęzyczne mniejszości bez statusu oficjalnego

Zasięg języka niemieckiego, ok. 1950

Duża liczba niemieckojęzycznych mniejszości bez oficjalnego statusu:
- Francja ( Alzacja-Lotaryngia)
- Estonia i  Łotwa ( Inflanty)
- Rosja ( Syberia)
- Serbia ( Wojwodina)

Pozostałe skupiska mniejszości niemieckojęzycznych bez oficjalnego statusu:
- Litwa ( Memelland)
- Chorwacja ( Esseg)
- Kazachstan ( Stepy)
- Słowacja ( Zakarpacie)
- Słowenia ( Koczewie)
- Ukraina ( Krym)

## Niemiecki jako język obcy
Niemiecki był niegdyś lingua franca Europy Środkowej, Wschodniej i Północnej, a pozostałością tego jest obecnie to, że jest jednym z najpopularniejszych języków obcych w Europie. 32% obywateli krajów starej Unii twierdzi, że potrafi porozumiewać się w języku niemieckim (zarówno jako ojczystym, jak i drugim/obcym). Pomaga temu powszechny dostęp do niemieckiej telewizji.
Niemiecki jest trzecim najczęściej nauczanym językiem obcym na świecie (włącznie ze Stanami Zjednoczonymi). Jest także drugim najpowszechniej znanym językiem obcym w UE. Jest jednym z języków urzędowych Unii Europejskiej i jednym z trzech języków roboczych Komisji Europejskiej (obok francuskiego i angielskiego).

## Kultura
Wśród osób niemieckojęzycznych znajdują się kompozytorzy (m.in. Bach, Mozart, Beethoven, Wagner, Mahler i Schönberg), poeci i pisarze (m.in. Walter von der Vogelweide, Goethe, Bracia Grimm, Schiller, Heine, Brecht i Tomasz Mann) i filozofowie (m.in. Albertus Magnus, Kant, Hegel, Schopenhauer, Nietzsche, Heidegger, Wittgenstein i Adorno).
Kultura niemieckojęzyczna jest zróżnicowana, co jest wynikiem różnej historii narodów niemieckojęzycznych. Świat niemieckojęzyczny składał się z niepodległych księstw (np. Liechtenstein), wielkich konfederacji (Święte Cesarstwo Rzymskie, Prusy lub Związek Reński), politycznych organizmów (np. Bohemia) lub politycznych państw (np. Niemcy, Austria).